# Guangzhou Museum of Art

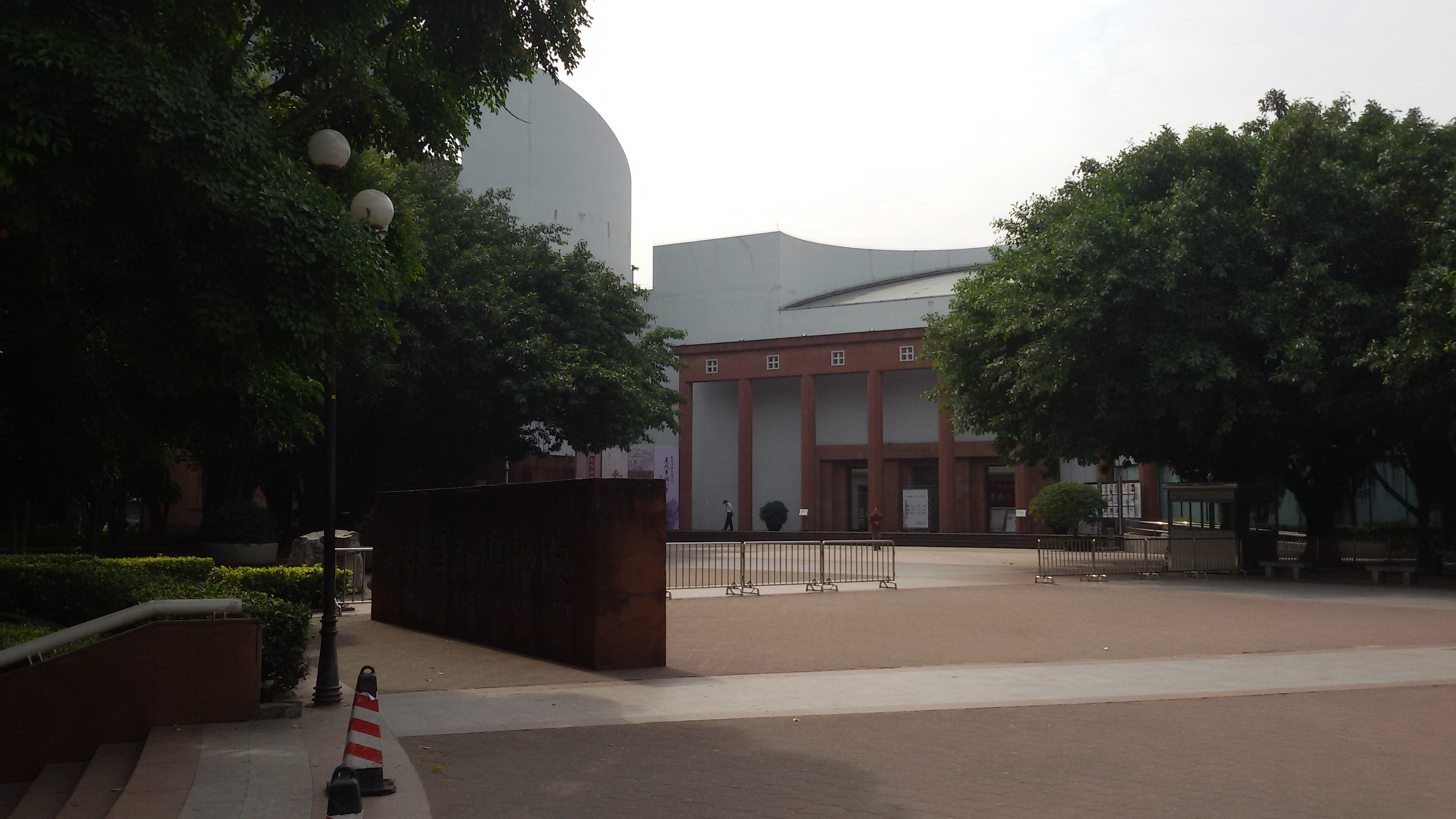
Guangzhou Museum of Art

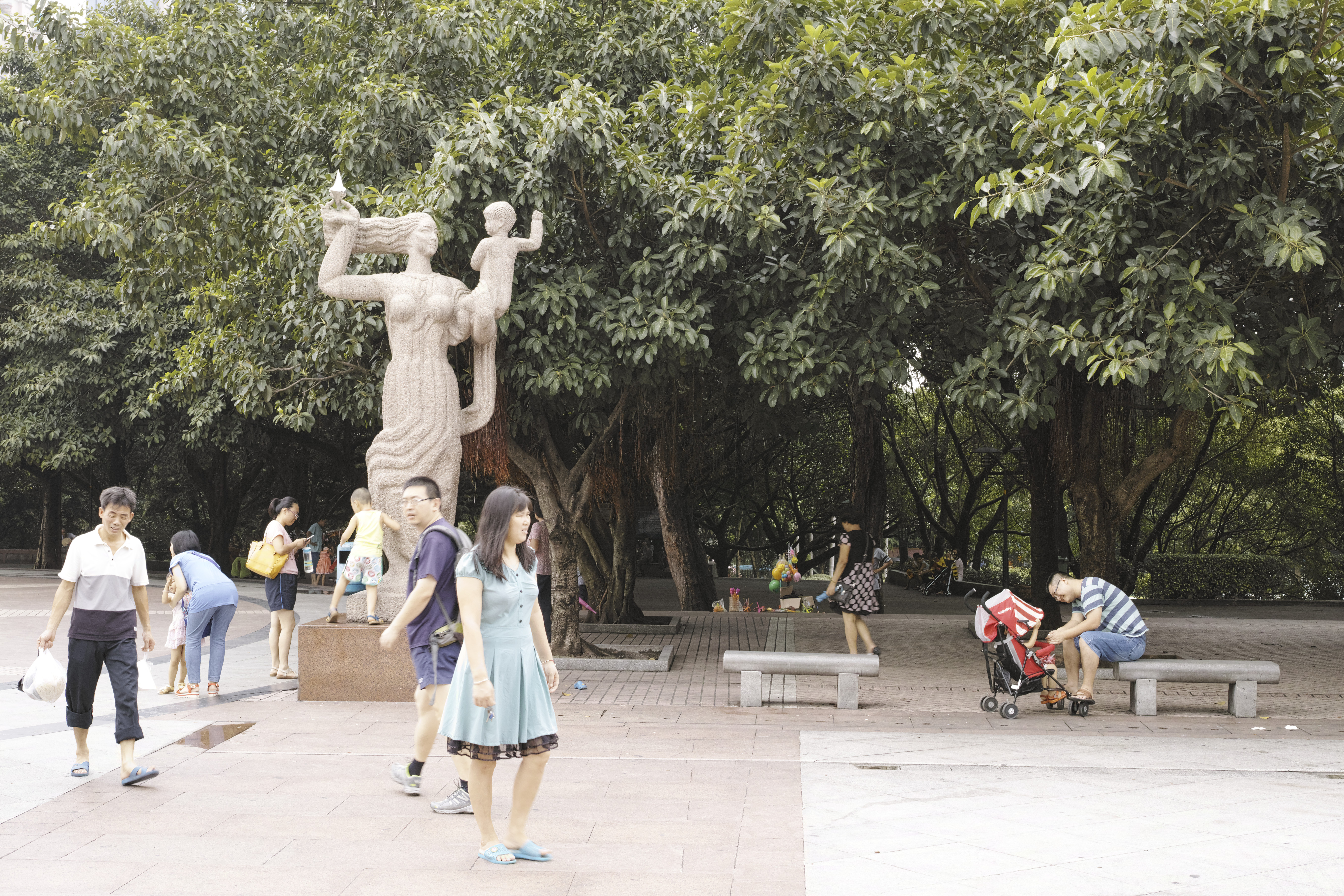
Vorplatz Guangzhou Museum of Art

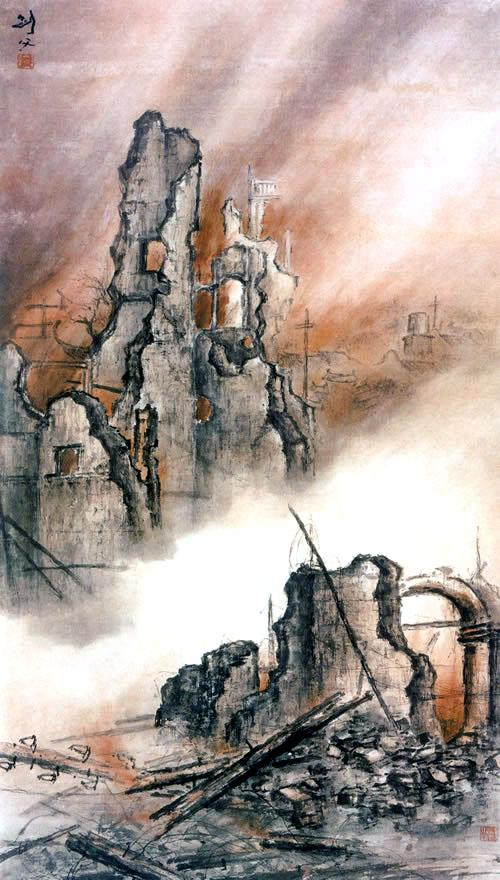
Gao Jainfu. Fire on the eastern battlefield. 1930er Jahre. Tinte und Farbe auf Papier. 166 × 92 cm

Das  Kunstmuseum Guangzhou (廣州藝術博物院,  Guǎngzhōu Yishu bówùyuǎn; offizielle englische Bezeichnung: Guangzhou Museum of Art; allgemeine Abkürzung: GMA) liegt im Zentrum von Guangzhou Stadt, China, in der Luhu Road Nr. 13. Dort wurde es 1995 als Nachfolgeinstitution des früheren "Guangzhou Art Museum" errichtet und kann somit 2015 insgesamt auf eine 60-jährige Geschichte zurückblicken.

## Sammlungsbereiche
Das Museum zeigt in Dauerausstellung die beiden Bereiche „Gallery of Chineses Paintings of All Dynasties“ und „Gallery of Lingnan Painting School“. Daneben gibt es Funktionsräume für variable Ausstellungen und Konferenzen. In verschiedenen Bereichen des Gebäudes und auf dem Museumsvorplatz werden zudem Skulpturen gezeigt.

### Gallery of Chineses Paintings of All Dynasties
Diese zeigt Chinesische Malerei von der Song-Dynastie bis zur Moderne in historischer Reihenfolge geordnet nach Schulen und Genre. Darunter Arbeiten aus 
- der Nördlichen Song: Wen Tong
- der Yuan-Dynastie: Huang Gongwang und Li Kang
- der Ming-Dynastie: Dai Jin, Lin Liang, Shen Zhou, Qiu Ying, Dong Qichang und Lan Ying
- der Qing-Dynastie: die Four Wang, die Four Monks, Maler der Jinling Painting School und der Yangzhou Painting School auch bekannt als die Acht Exzentriker von Yangzhou[3]. Dazu die Zwei Su und die Zwei Ju aus dem geographischen Bereich Lingnan sowie der Haishang Painting School
- aus dem 20. Jahrhundert sind vertreten: Qi Baishi, Huang Binhong, Pan Tianshou, Zhang Daqian, Lin Fengmian, Fu Baoshi und Maler der Lingnan School of Painting.

### Gallery of Lingnan Painting School
In der Gallery of Lingnan Painting School, eine Besonderheit des GMA, werden Maler aus der Region Lingnan konzentriert gesammelt und ausgestellt. Als Begründer der „Lingnan Schule“ werden hervorgehoben: Gao Jianfu, Chen Shuren, Gao Qifeng. Schüler dieser Gründer sind Huang Shaoqiang, Zhao Shao'ang, Li Xiongcai, Guan Shanyue und Yang Shanshen. Die Exponate sind Geschenke der Künstler oder deren Familien an das Museum. Das GMA veranstaltet Ausstellungen zur Lingnan Schule im In- und Ausland. Beispielhaft die Ausstellung zu Chao Shao-an   (赵少昂,  Zhào Shǎo'áng) 2015 in Hongkong.

## Museumsdienste
Das Museum bietet folgende Möglichkeiten für die Öffentlichkeit an:
- Führungen für Gruppen
- Workshops
- Ausleihe von Kunstwerken an Schulen, Gemeinden, Unternehmen und Institutionen
- Museumsdozenten werden zu Mitarbeit eingeladen
- Freunde des GMA
- Buchladen und Geschenkeshop
- Gepäckaufbewahrung
- Medizinischer Notfalldienst
- Rollstühle und Kinderwagen im Bedarfsfall
- Der Eintritt ist frei
- Fotografieren mit den museumsüblichen Einschränkungen.